# Jaroslav Navrátil
Jaroslav Navrátil (* 24. července 1957 Přerov) je český tenisový trenér a bývalý československý profesionální tenista. Na okruhu Grand Prix vyhrál dva turnaje ve čtyřhře.
Na žebříčku ATP pro čtyřhru byl nejvýše klasifikován v prosinci 1987 na 31. místě, pro dvouhru pak v srpnu téhož roku na 64. místě. V letech 1986–1987 se probojoval do čtvrtfinále mužské čtyřhry na French Open. Na finančních prémiích vydělal 216 482 dolarů. V roce 1983 byl členem československého daviscupového družstva a v prvním kole Světové skupiny odehrál jednu vítěznou dvouhru proti paraguayskému hráči Caballerovi.
K roku 2012 byl šéftrenérem TK Agrofert Prostějov. Mezi jeho svěřence se zařadili Tomáš Berdych, Jiří Veselý, Jiří Lehečka či Dalibor Svrčina.
V letech 2006–2024 byl nehrajícím kapitánem českého daviscupového týmu, s nímž absolvoval čtyřicet osm mezistátních zápasů. Ve funkci skončil po zářijové základní skupině finále Davis Cupu 2024, v níž Češi obsadili poslední čtvrté místo. Kritizován byl za nominaci pouze čtyř namísto pěti hráčů, což zkomplikovalo nasazení singlistů při nemoci Lehečky a zranění Macháče. Ačkoli projevil zájem pokračovat, po dohodě jej ve funkci kapitána nahradil dvojnásobný vítěz soutěže Tomáš Berdych.

## Finále na okruhu Grand Prix

### Čtyřhra – vítězství (2)
| Legenda                |
| Grand Slam (0)         |
| Tennis Masters Cup (0) |
| ATP Masters Series (0) |
| ATP Tour (2)           |

| č. | Datum | Turnaj                | Povrch  | Spoluhráč   | Finalisté                 | Výsledek      |
| 1. | 1988  | Méty, Francie         | koberec | Tom Nijssen | Rill Baxter Nduka Odizor  | 6–2, 6–7, 7–6 |
| 2. | 1988  | Praha, Československo | antuka  | Petr Korda  | Thomas Muster Horst Skoff | 7–5, 7–6      |

### Čtyřhra – finále (5)
| č. | Datum | Turnaj                | Povrch    | Spoluhráč        | Vítězové                      | Výsledek      |
| 1. | 1985  | Nancy, Francie        | tvrdý (h) | Jonas Svensson   | Marcel Freeman Rodney Harmon  | 4–6, 6–7      |
| 2. | 1987  | Athény, Řecko         | antuka    | Tom Nijssen      | Tore Meinecke Ricki Osterthun | 2–6, 6–3, 2–6 |
| 3. | 1987  | Praha, Československo | antuka    | Stanislav Birner | Miloslav Mečíř Tomáš Šmíd     | 3–6, 7–6, 3–6 |
| 4. | 1987  | Basilej, Švýcarsko    | tvrdý (h) | Stanislav Birner | Anders Järryd Tomáš Šmíd      | 4–6, 3–6      |